# Vua đầu bếp: MasterChef Vietnam (mùa 5)
Vua đầu bếp: MasterChef Vietnam 2017 là mùa thứ năm của chương trình truyền hình thực tế Vua đầu bếp: MasterChef Vietnam. Đây là phiên bản của cuộc thi nấu ăn trên truyền hình MasterChef có nguồn gốc từ Anh do Công ty BHD và Đài Truyền hình Việt Nam mua bản quyền và thực hiện. Sau khi thực hiện một mùa Vua đầu bếp phiên bản trẻ em vào năm 2016, năm nay, Vua đầu bếp Việt Nam thực hiện một phiên bản mới: "Người nổi tiếng".
Ca sĩ, người mẫu Kiwi Ngô Mai Trang là nhà vô địch của chương trình này.

## Định dạng chương trình
Hầu hết các định dạng chương trình Masterchef đều bắt nguồn từ bản Masterchef của đài BBC Anh quốc. Masterchef Việt Nam có định dạng gần giống với định dạng của Masterchef Mỹ.
- Vòng thử thách: Ngay sau vòng loại, các thí sinh sẽ tham gia vòng thử thách để chọn ra những người cuối cùng tham gia MasterChef.
- Chiếc hộp bí mật: Ở những tập có số thí sinh lẻ, các thí sinh sẽ tham gia thử thách chiếc hộp bí mật. Mỗi thí sinh nhận một chiếc hộp giống nhau bên trong có nguyên liệu nấu ăn.
- Phần loại trừ: Diễn ra sau Chiếc hộp bí mật. Người chiến thắng ở phần trước thì thôi không phải tham gia phần này nữa. Người thua cuộc sẽ bị đuổi khỏi căn bếp MasterChef.
- Thử thách đồng đội: Ở những tập có số thí sinh chẵn (trừ trận chung kết) thì các thí sinh được chia ra làm hai đội. Đội trưởng hai đội là hai thí sinh nấu tốt ở phần trước đó. Đề bài thường là nấu một thực đơn phục vụ nhiều thực khách. Đội thắng sẽ do các thực khách bỏ phiếu. Đội thua sẽ phải vào Thử thách áp lực.
- Thử thách áp lực: Diễn ra sau Thử thách Đồng đội. Đội thua trong phần trước sẽ tham gia phần này. Có thể một số thí sinh sẽ được miễn phần này. Người thua cuộc sẽ bị đuổi khỏi căn bếp MasterChef.

## Ban giám khảo
- Phạm Tuấn Hải
- Phan Tôn Tịnh Hải
- Jack Lee

## Thí sinh
| Nghệ danh          | Họ & tên              | Năm sinh | Nghề nghiệp          | Trạng thái                                                              | Thứ hạng |
| ------------------ | --------------------- | -------- | -------------------- | ----------------------------------------------------------------------- | -------- |
| Kiwi Ngô Mai Trang | Ngô Thị Mai Trang     | 1982     | Người mẫu, Ca sĩ     | Nhà vô địch ngày 7 tháng 1                                              | Top 1    |
| Hoàng Long         | Đỗ Nguyễn Hoàng Long  | 1988     | Người mẫu            | Á quân ngày 7 tháng 1                                                   | Top 3    |
| Đức Hải            | Vũ Đức Hải            | 1978     | Diễn viên, Người mẫu | Á quân ngày 7 tháng 1 Trở lại ngày 17 tháng 12 Bị loại ngày 12 tháng 11 | Top 3    |
| Thu Hằng           | Trần Thị Thu Hằng     | 1985     | Người mẫu            | Loại ngày 31 tháng 12                                                   | Top 5    |
| An Nguy            | Ngụy Thiên An         | 1987     | Diễn viên, Người mẫu | Loại ngày 31 tháng 12                                                   | Top 5    |
| Song Luân          | Nguyễn Trường Sinh    | 1991     | Ca sĩ                | Loại ngày 24 tháng 12                                                   | Top 10   |
| Hà Anh             | Vũ Nguyễn Hà Anh      | 1982     | Siêu mẫu             | Loại ngày 24 tháng 12                                                   | Top 10   |
| Thanh Vân Hugo     | Nguyễn Thanh Vân      | 1985     | MC, Diễn viên        | Loại ngày 24 tháng 12                                                   | Top 10   |
| Lý Quí Khánh       | Lý Quí Khánh          | 1990     | Nhà thiết kế         | Loại ngày 17 tháng 12                                                   | Top 10   |
| Pha Lê             | Nguyễn Pha Lê         | 1987     | Ca sĩ                | Loại ngày 17 tháng 12                                                   | Top 10   |
| Khôi Trần          | Trần Khôi Nguyên      | 1984     | Diễn viên            | Loại ngày 10 tháng 12                                                   | Top 12   |
| Anh Tuấn           | Phạm Anh Tuấn         | 1984     | Siêu mẫu             | Loại ngày 26 tháng 11                                                   | Top 12   |
| Lại Thanh Hương    | Lại Thị Thanh Hương   | 1992     | DJ, Người mẫu        | Loại ngày 3 tháng 12                                                    | Top 16   |
| Quỳnh Châu         | Chế Nguyễn Quỳnh Châu | 1994     | Người mẫu            | Loại ngày 19 tháng 11                                                   | Top 16   |
| Bảo Thanh          | Vũ Thị Phương Thanh   | 1990     | Diễn viên            | Loại ngày 5 tháng 11                                                    | Top 16   |
| Đức Vĩnh           | Hồ Đức Vĩnh           | 1984     | Siêu mẫu             | Loại ngày 22 tháng 10                                                   | Top 16   |

## Thứ tự bị loại
| Vị trí | Thí sinh       | Tập   | Tập   | Tập   | Tập   | Tập   | Tập   | Tập   | Tập   | Tập   | Tập   | Tập   | Tập   | Tập   | Tập   | Tập   | Tập   | Tập   | Tập  | Tập         | Tập |
| Vị trí | Thí sinh       | 1     | 2     | 2     | 3     | 4     | 4     | 5     | 6     | 6     | 7     | 8     | 8     | 9     | 9     | 10    | 10    | 11    | 11   | 12          |     |
| ------ | -------------- | ----- | ----- | ----- | ----- | ----- | ----- | ----- | ----- | ----- | ----- | ----- | ----- | ----- | ----- | ----- | ----- | ----- | ---- | ----------- | --- |
| 1      | Mai Trang      |       |       |       |       |       |       | Thắng | Thắng | Qua   |       |       |       |       |       | Thắng | Thắng | Thắng | MIỄN | NHÀ VÔ ĐỊCH |     |
| 2-3    | Đức Hải        |       |       |       | Thắng | Qua   | Loại  |       |       |       |       |       |       | Qua   | Thắng |       |       | Qua   | THẤP | Á quân      |     |
| 2-3    | Hoàng Long     | Thắng | Thắng | Thắng |       |       |       |       |       |       |       |       |       |       |       | Qua   | Thắng | Qua   | Qua  | Á quân      |     |
| 5-4    | An Nguy        |       |       |       | AL    | Thắng | Qua   |       |       |       |       |       |       |       |       | Qua   | Thắng | Qua   | Loại |             |     |
| 5-4    | Thu Hằng       | AL    | Qua   | Qua   |       |       |       |       |       |       |       |       |       | Qua   | Thắng |       |       | Qua   | Loại |             |     |
| 10-6   | Hà Anh         | Thắng | Qua   | Qua   |       |       |       |       |       |       |       |       |       |       |       | Qua   | Loại  |       |      |             |     |
| 10-6   | Song Luân      |       |       |       |       |       |       |       |       |       | Thắng | Qua   | Thắng |       |       | Thắng | Loại  |       |      |             |     |
| 10-6   | Thanh Vân Hugo |       |       |       | Thắng | Qua   | Thắng |       |       |       |       |       |       |       |       | Qua   | Loại  |       |      |             |     |
| 10-6   | Pha Lê         |       |       |       |       |       |       | AL    | Qua   | Thắng |       |       |       | Qua   | Loại  |       |       |       |      |             |     |
| 10-6   | Quí Khánh      |       |       |       |       |       |       |       |       |       | Thắng | Thắng | Qua   | Thắng | Loại  |       |       |       |      |             |     |
| 12-11  | Khôi Trần      |       |       |       |       |       |       |       |       |       | AL    | Qua   | Loại  |       |       |       |       |       |      |             |     |
| 12-11  | Anh Tuấn       |       |       |       |       |       |       | Thắng | Qua   | Loại  |       |       |       |       |       |       |       |       |      |             |     |
| 16-13  | Thanh Hương    |       |       |       |       |       |       |       |       |       | Loại  |       |       |       |       |       |       |       |      |             |     |
| 16-13  | Quỳnh Châu     |       |       |       |       |       |       | Loại  |       |       |       |       |       |       |       |       |       |       |      |             |     |
| 16-13  | Bảo Thanh      |       |       |       | Loại  |       |       |       |       |       |       |       |       |       |       |       |       |       |      |             |     |
| 16-13  | Đức Vĩnh       | Loại  |       |       |       |       |       |       |       |       |       |       |       |       |       |       |       |       |      |             |     |

     (Quán quân) Thí sinh chiến thắng cuộc thi.
     (Á quân) Thí sinh về nhì trong cuộc thi.
     (Thắng) Thí sinh thắng thử thách cá nhân (Thử thách Chiếc hộp Bí ẩn hay Thử thách Sáng tạo).
     (Thắng) Thí sinh nằm trong đội chiến thắng của Thử thách Đồng đội và được đi tiếp vào vòng sau.
     (Qua) Thí sinh không phải là người được đánh giá cao hay rơi vào nguy hiểm trong thử thách cá nhân.
     (AL) Thí sinh phải tham gia vào Bài thi Áp lực vì thua trong Thử thách Đồng đội nhưng không bị loại.
     (Loại) Thí sinh bị loại khỏi Vua Đầu Bếp.

## Các tập phát sóng

### Tập 1
- Ngày phát sóng: 22 tháng 10 năm 2017[2]
- Thử thách đồng đội 1: Bốn thí sinh: Hà Anh, Đức Vĩnh, Hoàng Long và Thu Hằng được chia thành hai đội xanh và đỏ. Đội đỏ (Hà Anh, Hoàng Long) nấu Cánh gà rim nước mắm và Canh gà lá giang, đội xanh (Thu Hằng, Đức Vĩnh) nấu Bò Úc áp chảo. Đội đỏ giành chiến tháng và được an toàn trong khi đội xanh phải đi tiếp vào vòng thử thách kĩ năng.
- Thử thách áp lực 1: Thu Hằng và Đức Vĩnh phải thực hiện món ăn từ cá hồi "Salmon tartar mille-feuille" giống với mẫu do đầu bếp Tuấn Hải thực hiện. Vì làm không tốt thử thách, Đức Vĩnh là thí sinh đầu tiên chia tay chương trình.
- Loại trừ: Đức Vĩnh.

### Tập 2
- Ngày phát sóng: 29 tháng 10 năm 2017
- Chiếc hộp bí ẩn 1: Các thí sinh phải thực hiện một món ăn do chính người thân của họ chọn nguyên liệu, đó chính là: Trần Hoàng Nam - em trai Thu hằng, Ngọc Thiết - đồng nghiệp của Hoàng Long và Vân Anh - bạn học của Hà Anh. Thời gian thực hiện là 60 phút. Với món Canh gà hầm, Hoàng Long chiến thắng món Nem rán (Chả giò) của Hà Anh và Hamberger bò của Thu Hằng.
- Thử thách loại trừ 1: Vì chiến thắng ở Chiếc hộp bí ẩn, Hoàng Long có được lợi thế chọn nguyên liệu chính (bao gồm lươn, sò điệp và sườn cừu) cho mình và các thí sinh. Hoàng Long lại một lần nữa chiến thắng với món Sườn cừu nướng sốt tiêu đỏ trước món Lươn nướng Teriyaki và Pasta sò điệp, đưa Hà Anh và Thu Hằng vào vòng nguy hiểm. Tuy nhiên, không ai bị loại trong thử thách lần này.
- Loại trừ: Không có.

### Tập 3
- Ngày phát sóng: 5 tháng 11 năm 2017
- Giám khảo khách mời: Thanh Hải (Quán quân Vua Đầu Bếp Nhí 2016), Minh Anh (Top 3 Vua Đầu Bếp Nhí 2016), Quốc Huân (Top 5 Vua Đầu Bếp Nhí 2016), Gia Huy (Top 9 Vua Đầu Bếp Nhí 2016)
- Thử thách đồng đội 2: Bốn thí sinh: Thanh Vân Hugo, Bảo Thanh, An Nguy và Đức Hải được chia thành hai đội xanh và đỏ. Yêu cầu của phần thi là thực hiện một món ăn khoái khẩu và dinh dưỡng cho trẻ em. Đội đỏ (Thanh Vân Hugo, Đức Hải) nấu Đùi gà chiên và Súp bí đỏ, đội xanh (An Nguy, Bảo Thanh) nấu Cơm chiên thập cẩm. Đội đỏ giành chiến tháng và được an toàn trong khi đội xanh phải đi tiếp vào vòng thử thách kĩ năng.
- Thử thách áp lực 2: Bảo Thanh và An Nguy phải thực hiện món Chè trôi nước do giám khảo Tịnh Hải đưa ra. Vì làm không tốt thử thách, phần bánh quá nhão và nước đường bị đắng, Bảo Thanh là thí sinh tiếp theo chia tay chương trình[3].
- Loại trừ: Bảo Thanh.

### Tập 4
- Ngày phát sóng: 12 tháng 11 năm 2017
- Chiếc hộp bí ẩn 2: Các thí sinh phải nấu một món ăn thể hiện cá tính bản thân, thời gian thực hiện là 60 phút. Tuy món Cơm chiên trái dứa và canh dưa leo của Thanh Vân và món Cá hồi kho Teriyaki của Đức Hải cầu kỳ nhưng không thắng được món Chè con ong giản dị của An Nguy.
- Thử thách loại trừ 2: Các thí sinh phải đoán 30 nguyên vật liệu và gia vị trong món cơm chiên thập cẩm do các giám khảo đưa ra. An Nguy với lợi thế chiến thắng ở Chiếc hộp bí mật, được biết trước 3 nguyên liệu, cô đoán được thêm 4 nguyên liệu. Thanh Vân đoán được 8 nguyên liệu, Đức Hải chỉ đoán được 5 nguyên liệu nên phải là người ra về.
- Loại trừ: Đức Hải.

### Tập 5
- Ngày phát sóng: 19 tháng 11 năm 2017
- Thử thách đồng đội 2: Bốn thí sinh: Kiwi Ngô Mai trang, Pha Lê, Quỳnh Châu, Phạm Anh Tuấn được chia thành hai đội xanh và đỏ. Đội Xanh của Mai Trang và Anh Tuấn nấu Xôi lá dứa và gà sốt tiêu và giành chiến thắng trước Đội đỏ của Pha Lê và Quỳnh Châu (Mì Ý sốt Pesto).
- Thử thách áp lực 2: Pha Lê và Quỳnh Châu phải thực hiện món Hoành thánh tôm hùm chiên giòn sốt cà ri do giám khảo Jack Lee đưa ra. Vì làm không tốt thử thách, Quỳnh Châu là thí sinh tiếp theo chia tay chương trình.
- Loại trừ: Quỳnh Châu.